# Ekspinnare
Ekspinnare (Lasiocampa quercus) är en ockrabrun fjäril i familjen ädelspinnare. Hanen är väsentligt mindre än honan; cirka 60–70 millimeters vingspann mot honans 70–90 millimeter. Även på andra sätt skiljer sig könen åt; honans vingar har en mer utsträckt form och är markant ljusare än hanens.
Den förekommer i skog, buskmarker, hedar och myrar i större delen av Europa. Hanen är dagaktiv, medan honan är nattaktiv. I Sverige lever larven ofta i slån, vårtbjörk och ljung.

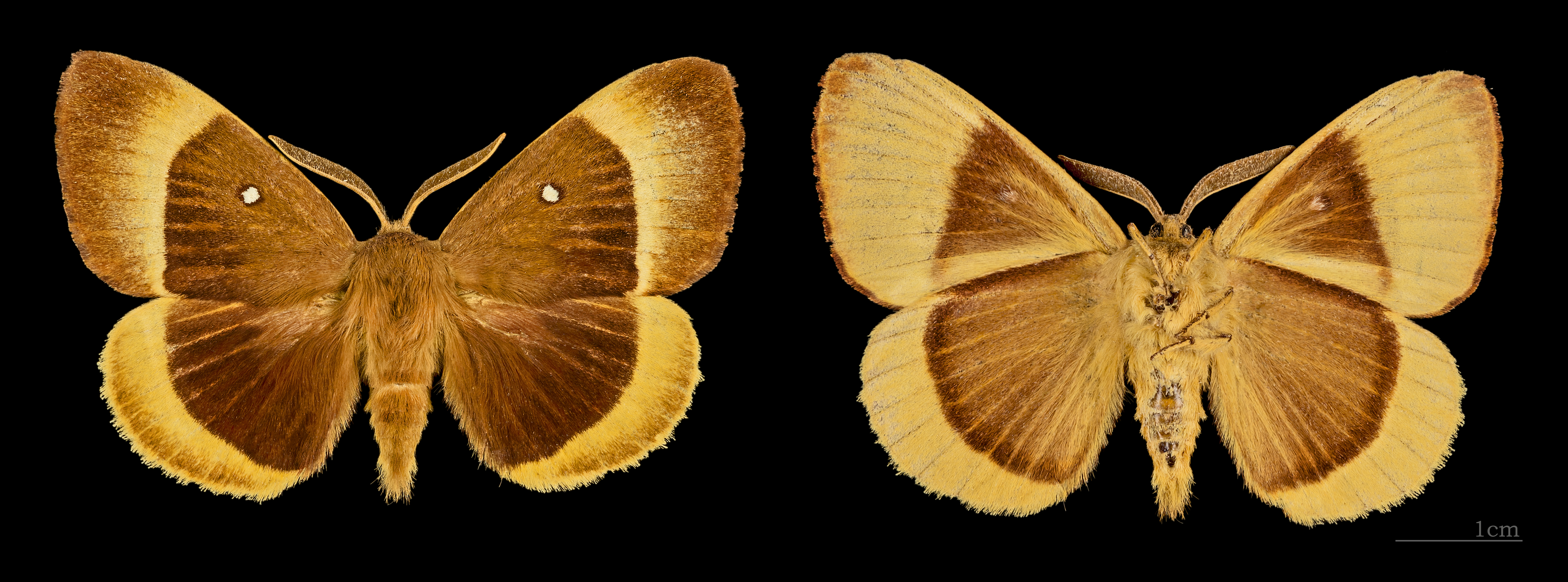
♂
♀